# 荒木時次
荒木 時次（あらき ときじ、1909年 - 没年不詳）は日本の経済学者、翻訳家。

## 経歴
熊本県に生まれる。熊本県立玉名中学校(1926年卒業)、福岡高等学校を経て、東京帝国大学経済学部を卒業した。その後、東京帝国大学経済学部大学院で研究した。
大学院終了後、得意のドイツ語を生かして、ナチス・ドイツの文献の翻訳などを行った。
主な作品にドイツ小国民美談・銃後の巻や陸軍の巻などがある。戦後、それらの作品は連合軍によって発禁処分となった。
戦後は自ら研究所を主催し、反共産主義の立場で活動した。

## 著書
- 『ドイツ荒鷲物語』有光社、1942年
- 『必勝経済論』アジア青年社、1944年
- 『日本は起ち上れるか? : 日本経済新建設の構想』荒木経済研究所、1946年
- 『一九七〇年をめざす日共と民青 : 諸経営管理職の企業防衛強化のために』荒木政治経済研究所、1965年
- 『失われた自由は再びかえらない : 80年革命をめざす日共路線』荒木政治経済研究所、1973年
- 『新左翼を斬る』荒木政治経済研究所、1977年
- 『なぜ、それに反対すべきか : 反共理論要約』荒木政治経済研究所、1978年
- 『社会主義協会vs日本共産党 : 向坂逸郎評伝』荒木政治経済研究所、1980年
- 『八〇年代危機と日本左翼』荒木政治経済研究所、1981年

### 翻訳
- マルティン・ハイデッガー『獨逸大學の自己主張』大学書林、1934年
- アドルフ・ヒトラー 述『ナチス宣言』報国社、1940年
- アドルフ・ヒトラー『わが勝利への闘ひ』報国社、1941年
- ドイツ青少年指導局 編『輝く鉄十字章 : ドイツ小国民美談 銃後の巻』実業之日本社、1941年
- ドイツ青少年指導局 編『殊勲の哨戒艇 : ドイツ小国民美談 海軍の巻』実業之日本社、1941年
- ドイツ青少年指導局 編『若き戦車長の死 : ドイツ小国民美談 陸軍の巻』実業之日本社、1941年
- ラインハルト・ヘーン『民族・國家・法律』大学書林、1941年
- 『戦時独逸法令集』ダイヤモンド社、1942年
- 『新独逸法令集』ダイヤモンド社、1942年
- ヨーゼフ・ヴィンシュー『独逸武装経済の本質』有光社、1943年
- 『アメリカ経済法令訳集 第1部 第2巻』荒木経済研究所、1947年